# Heterusia angustimargo
Heterusia angustimargo är en fjärilsart som beskrevs av Louis Beethoven Prout 1910. Heterusia angustimargo ingår i släktet Heterusia och familjen mätare. Inga underarter finns listade i Catalogue of Life.